# Équipe de Belgique de korfbal
L’équipe de Belgique de korfbal est la sélection des meilleurs joueurs et joueuses belges de korfbal. 
L'équipe prend part au Championnat du monde de korfbal 1991 à Anvers (Belgique) où elle s'impose en finale contre son éternelle rivale, les Pays-Bas.

## Palmarès
| Championnat du monde - 1978 : 2e - 1984 : 2e - 1987 : 2e - 1991 : 1er - 1995 : 2e - 1999 : 2e - 2003 : 2e - 2007 : 2e - 2011 : 2e - 2015 : 2e - 2019 : 2e - 2023 : 3e |  | Jeux mondiaux - 1985 : 2e - 1989 : 2e - 1993 : 2e - 1997 : 2e - 2001 : 2e - 2005 : 2e - 2009 : 2e - 2013 : 2e - 2017 : 3e - 2022 : 2e - 2025 : 2e Championnat d'Europe - 1998 : 2e - 2002 : 3e - 2006 : 2e - 2010 : 2e - 2014 : 2e - 2016 : 2e - 2018 : 4e - 2021 : 2e - 2024 : 2e |